# Акампо (Калифорнија)
Акампо (енгл. Acampo) насељено је место без административног статуса у америчкој савезној држави Калифорнија.

## Демографија
По попису из 2010. године број становника је 341.
| Група             | 2000.    | 2010.       |
| Белци             | 0 (0,0%) | 113 (33,1%) |
| Афроамериканци    | 0 (0,0%) | 0 (0,0%)    |
| Азијати           | 0 (0,0%) | 3 (0,9%)    |
| Хиспаноамериканци | 0 (0,0%) | 199 (58,4%) |
| Укупно            | 0        | 341         |